# Louis Lefebvre (acteur)
Pour les articles homonymes, voir Louis Lefebvre et Lefebvre.
Louis Lefebvre (né le 22 février 1919 à Paris XIVe, mort le 22 décembre 1968 à Villepinte en Seine-Saint-Denis) est un acteur français.

## Filmographie
- 1933 : Zéro de conduite de Jean Vigo
- 1934 : L'Atalante de Jean Vigo

## Sources
- Allocine
- Cinefriends